# Shanghai Fudan Dragoons
Gli Shanghai Fudan Dragoons sono la squadra di football americano dell'Università Fudan di Shanghai, in Cina.

## Dettaglio stagioni

### Tornei nazionali

#### Campionato

##### AFLC
| Stagione | regular season | regular season | regular season | regular season | regular season | regular season | playoff | playoff | playoff | playoff | playoff | playoff   | playoff    |
|          | Vin            | Par            | Per            | Tot            | PF             | PS             | Vin     | Per     | Tot     | PF      | PS      | risultato | avversaria |
| -------- | -------------- | -------------- | -------------- | -------------- | -------------- | -------------- | ------- | ------- | ------- | ------- | ------- | --------- | ---------- |
| 2016     | 0              | 0              | 4              | 4              | 26             | 195            | -       | -       | -       | -       | -       | -         | -          |
| Totale   | 0              | 0              | 4              | 4              | 26             | 195            | -       | -       | -       | -       | -       |           |            |

Fonti: Enciclopedia del Football - A cura di Roberto Mezzetti

##### CBL
| Stagione | regular season | regular season | regular season | regular season | regular season | regular season | playoff | playoff | playoff | playoff | playoff | playoff   | playoff    |
|          | Vin            | Par            | Per            | Tot            | PF             | PS             | Vin     | Per     | Tot     | PF      | PS      | risultato | avversaria |
| -------- | -------------- | -------------- | -------------- | -------------- | -------------- | -------------- | ------- | ------- | ------- | ------- | ------- | --------- | ---------- |
| 2017     | 0              | 0              | 3              | 3              | 44             | 65             | -       | -       | -       | -       | -       | -         | -          |
| 2018     | 1              | 0              | 4              | 5              | 9              | 103            | -       | -       | -       | -       | -       | -         | -          |
| Totale   | 1              | 0              | 7              | 8              | 53             | 168            | -       | -       | -       | -       | -       |           |            |

Fonti: Enciclopedia del Football - A cura di Roberto Mezzetti